# Allon de Jounge
Allon Olof Magnus de Jounge, född 14 februari 1866 i Gävle, död 1 februari 1939, var en svensk direktör.

## Biografi
de Jounge var son till hamnkaptenen Allon de Jounge och Ottilia Mauritson. Han gick på Falu bergsskola 1887-1888 och arbetade i järnbruk bland annat Gysinge 1889-1896. de Jounge var disponent för AB Visby cementfabrik 1897-1916 och verkställande direktör där 1916-1936 samt i AB Karta & Oaxens Kalkbruk 1917-1927. Dito och ordförande i styrelsen för Ölands cement AB från 1921.
Han gifte sig 1898 med Anna Johanna Wedin (1875-1928), dotter till bryggägaren A. L. Wedin och Mathilda Rundblom. Han var far till direktören Arendt de Jounge (1900-1982) och Greta Ottiia Matilda Neumüller (1899-1968). Han är begraven på Norra kyrkogården i Visby.